# Hjalmer Larsen
Hjalmer Larsen (født 16. august 1995 i Odense), kendt under kunstnernavnet Hjalmer, er en dansk singer-songwriter. Han er søn af Kim Larsen.

## Karriere
Hjalmer Larsen pladedebuterede i 2017 med singlen "Hvis du går", der udkom den 16. juni 2017 på Universal. Sangen var medtaget på Hjalmer Larsens debut-EP/LP Skabt til at være ung, der udkom senere på året i november 2017 med syv sange. Forinden udgivelsen af mini-albummet havde Hjalmer Larsen optrådt på bl.a. Smukfest i august 2017.
Han udgav i 2018 singlen "Samme fejl" skrevet sammen med sangskriveren og sangeren Basim og medvirkede med sangerinden Medina på singlen "Folk som os", skrevet af bl.a. Medina og Larsen. Han medvirker endvidere på sin far Kim Larsens posthume album Sange fra første sal på guitar, keyboards og sang.

## Familie
Hjalmer Larsen er søn af Kim Larsen og Liselotte Kløvborg Larsen og er storebror til Lui Larsen.

## Diskografi
Album
- Skabt til at være ung (2017)[1]
- Midt i en drøm eller noget der ligner (2019)[8]
- Alt blir bedre (2022)

Singler
- "Hey du" (2020)
- "Verden I Farver" (2020)
- "Hvis Du Går" (2017)
- "Marie" (2017)
- "Smukkeste Problem" (2017)
- "Mandag Morgen" (2017)
- "Samme Fejl" (2018)
- "Dig Og Mig" (2018)
- "Som Man Siger" (2018)
- "Folk Som Os" (2019)
- "Istedgade" (2019)
- "Kongespil" (2019)
- "Weekend Baby" (2021)
- "Kommer Tilbage" (2021)
- "Overtænker" (2022)
- "Kom Sommer" (2022)
- "Aldrig Alene" (2024)
- "Over stregen" (2024)
- "Som At Sove På Hotel" (2025)